# Sales Force Automation
SFA (ang. Sales Force Automation) - używanie oprogramowania w sposób automatyzujący biznesowe zadania sprzedażowe, włączając:
- przetwarzanie zamówień
- zarządzanie kontaktami/ relacjami z klientami
- wymianę informacji
- kontrolę stanów magazynowych
- śledzenie zamówień
- analizy i prognozy sprzedażowe
- planowanie i kontrolę pracy zespołu sprzedażowego

Zazwyczaj używane w połączeniu z CRM oraz ERP. Rozwiązania SFA wspomagają handlowców pracujących z dala od siedziby firmy.